# Otri
Il Monte Otri (in greco Όθρυς?, Óthrys) è una montagna della Grecia centrale, alta 1726 m.s.l.m.. Si trova tra le unità periferiche della Ftiotide e della Magnesia.

## Mitologia
Il Monte Otri era, nella mitologia greca, la base dei Titani nella Titanomachia, la guerra dei Titani contro gli dei del Monte Olimpo. 
Si dice che nel Monte Otri si trovasse il trono di Crono, Signore del Tempo e dei Titani, sorvegliato da Crio, Titano Signore del Sud.

## Influenza culturale
- Il Monte Otri è presente nella saga Percy Jackson e gli dei dell'Olimpo. Percy Jackson combatte nell'Otri contro il Titano Atlante nel libro Percy Jackson e gli dei dell'Olimpo: la maledizione del Titano.